# Alain de Botton
Alain de Botton, född 20 december 1969 i Zürich, Schweiz, är en schweizisk-brittisk filosof, författare och TV-producent. 

## Biografi
Alain de Bottons förfäder härstammar från den nu försvunna staden Boton i Kastilien i Spanien och de utvisades liksom alla andra sefardiska judar ur landet 1492 och begav sig till Egypten, där också de Bottons far föddes. Hans föräldrar är Gilbert de Botton, konstsamlare och finansiär som grundade Global Asset Management, som numera är en del av internationella finansbolaget UBS, och hans första fru, Jacqueline Burgauer. de Botton vistades de första åtta åren av sitt liv i Schweiz, där han lärde sig att tala franska och tyska. Han gick senare i skola i Harrow, där han lärde sig att tala engelska. När han var 12 år flyttade familjen till London. 
Han fick sin utbildning vid Dragon School i Oxford och Harrow School i London. Han studerade historia och filosofi vid Gonville and Caius College, Cambridge (1988–1991), och senare filosofi vid King's College London (1991–1992).
Han bor i Hammersmith, i västra London, med sin fru Charlotte, som han gifte sig med 2003. Tillsammans har de sönerna Samuel och Saul.

## Verk
De Botton har skrivit essäer baserade på både egna erfarenheter och idéer som han fått från intervjuer med artister, filosofer och tänkare. Hans böcker är utgivna på 20 språk.
1993 debuterade han med romanen, Essays In Love (titeln är On Love i USA), där han analyserar processen vid kärlek. Stilen som används i boken är ovanlig eftersom han blandar element från romaner med reflektioner och analyser som man vanligtvis finner i fackböcker.
Hans verkliga genombrott kom dock vid publiceringen av den första fackbok han gav ut, How Proust Can Change Your Life, 1997. Boken baseras på Marcel Prousts liv och hans romansvit På spaning efter den tid som flytt och är ett essäliknande collage av Prousts tankar. Boken är en blandning av självhjälps-litteratur och en analys av en av de mest omtalade men olästa böckerna i västvärldens kanon. 
Uppföljaren The Consolations of Philosophy kom år 2000. Boktiteln är en parafras på Boethius Consolation of Philosophy, i vilken filosofin uppträder som en allegorisk person för att erbjuda Boethius tröst innan hans förestående avrättning. I The Consolations of Philosophy, försöker de Botton att visa hur lärdomar av filosofer som Epikuros, Montaigne, Nietzsche, Schopenhauer, Seneca och Sokrates kan appliceras på det moderna livets vardagssorger, som till exempel att känna sig illa omtyckt, känslan av otillräcklighet, finansiella bekymmer, brustet hjärta och andra generella problem som framkallar lidande. Grundtanken är att filosofin bara kan ha en funktion om den kan förändra, eller hellre förbättra, tillvaron för människan. Boken har blivit både hyllad och kritiserad för sin terapeutiska syn på filosofi.
De Botton återvände efter det till en mer lyrisk stil i sitt skrivande. I The Art of Travel, tar han sig an resandets psykologi: hur vi föreställer oss platser innan vi har sett dem, hur vi minns vackra saker, vad som händer med oss då vi ser öknar, eller bor på hotell, eller åker ut på landet.
I Status Anxiety från 2004, undersöker de Botton människans ångest över sina medmänniskors åsikter; om huruvida en individ ses som lyckad eller misslyckad och uppdelningen av människor i vinnare eller förlorare. 
The Architecture of Happiness från 2006 behandlar skönheten i arkitekturen, och hur den är relaterad till vårt välbefinnande och generella belåtenhet på ett individuellt och ett samhällsmässigt perspektiv. Han beskriver hur arkitekturen påverkar oss i vardagen, även då vi sällan lägger märke till den. Boken tar också upp hur mänskliga karaktärsdrag reflekteras i arkitekturen.